# Eleonora Trivella
Eleonora Trivella (Pisa, 30 de enero de 1990) es una deportista italiana que compitió en remo.
Ganó una medalla de bronce en el Campeonato Mundial de Remo de 2013 y una medalla de oro en el Campeonato Europeo de Remo de 2010, ambas en la prueba de cuatro scull ligero.

## Palmarés internacional
| Campeonato Mundial | Campeonato Mundial          | Campeonato Mundial | Campeonato Mundial  |
| Año                | Lugar                       | Medalla            | Prueba              |
| ------------------ | --------------------------- | ------------------ | ------------------- |
| 2013               | Chungju (Corea del Sur)     | Medalla de bronce  | Cuatro scull ligero |
| Campeonato Europeo |                             |                    |                     |
| Año                | Lugar                       | Medalla            | Prueba              |
| 2010               | Montemor-o-Velho (Portugal) | Medalla de oro     | Cuatro scull ligero |